# The Courage of Marge O'Doone
The Courage of Marge O'Doone er en amerikansk stumfilm fra 1920 af David Smith.

## Medvirkende
- Pauline Starke som Marge O'Doone
- Niles Welch som David Raine
- George Stanley som Michael O'Doone
- Jack Curtis som Brokaw
- William Dyer som Hauck
- Boris Karloff som Buck Tavish
- Billie Bennett som Margaret O'Doone
- James O'Neill som Jukoki
- Vincente Howard
- Jeanne Carpenter